# Lamb Weston
Lamb Weston est une entreprise de l'industrie agroalimentaire nord américaine, filiale du groupe ConAgra Foods, spécialisée dans la transformation de pommes de terre, notamment des frites surgelées dont elle est le premier transformateur mondial. C'est aussi une marque commerciale. Son siège se trouve à Kennewick (État de Washington), dans le nord-ouest des États-Unis.

## Historique
- 1994 : acquisition de Tarai Foods Ltd (Inde)[6].
- 1995 : création d'une coentreprise en Turquie à parts égales avec le groupe Doğuş, premier transformateur de pommes de terre du pays.

## Principales filiales
- Lamb Weston International ;
- Lamb Weston-Meijer (Pays-Bas) ;
- Lamb Weston Asia, Ltd. ;
- Lamb Weston Tokyo  (Japon) ;
- Lamb Weston Caribbean/Latin America ;
- Lamb Weston-Dogus (Turquie) ;
- Lamb Weston-Tarai Foods Ltd. (Inde).